# RSA Archer
RSA Archer je produkt od společnosti RSA, jež pomáhá správcům cloudu dodržovat bezpečnostní normy jako jsou
ISO 27001, PCI, PII, HIPAA, SOX, CSA, VMware Hardening Guide a jiné. Využívá poloautomatizovaný systém, do něhož zkušební pracovník zadá základní informace o infrastruktuře a přístupová data. RSA Archer poté provede sadu testů a zjišťuje konformitu se zvolenými normami. Je možné zvolit více norem najednou. Některé testy vyžadují interakci se správcem clusteru (například při zjišťování zda uživatelé používají víceúrovňovou autentizaci či zda je na clusteru užito UPS zdrojů, jelikož tyto informace se běžně nedají zjistit jinak). Výsledkem je výpis provedených testů, jejich výsledků a možností náprav.

## Pokryté oblasti
- Policy Management
- Risk Management
- Incident Management
- Compliance Management
- Enterprise Management